# 王克文
王克文（1917年—1993年），男，山西沁县人，中华人民共和国政治人物。

## 生平
早年担任山西和县县政府科员。1946年，任太行行署财政处副处长。1949年，任湖北省财政厅副厅长。1952年，任湖北省武汉市政府秘书长。1954年11月，任武汉市副市长。1966年，任武汉市委常务书记，支持市委日常工作。七·二〇事件后，遭到监禁，1969年12月才被“解放”。此后先后担任武汉市革委会、武汉市委书记，湖北省委常委、湖北省委书记。1973年1月，任武汉市委第一书记、武汉市革委会主任。1978年，调到山东工作，先后任山西省委书记、山西省革委会副主任、山西省委副书记、省顾问委员会主任，在党的十二大上当选中央委员。1986年4月，王克文回到武汉定居，任湖北省顾问委员会常务副主任，主持省顾委的日常工作。